# Otis Spann Is the Blues
Otis Spann Is the Blues — дебютний студійний альбом американського блюзового музиканта Отіса Спенна, випущений лейблом Candid в 1960 році.

## Опис
Записаний 23 серпня 1960 року на студії Fine Studios в Нью-Йорку. В записі платівки взяв участь гітарист Роберт Локвуд-молодший
1995 року альбом включений до Зали слави блюзу в категорії «Класичний блюзовий запис».

## Список композицій
1. «The Hard Way» (Отіс Спенн) — 5:06
2. «Take a Little Walk with Me» (Роберт Локвуд-молодший) — 3:29
3. «Otis in the Dark» (Отіс Спенн) — 4:37
4. «Little Boy Blue» (Роберт Локвуд-молодший) — 3:43
5. «Country Boy» (Отіс Спенн) — 4:27
6. «Beat-Up Team» (Отіс Спенн) — 6:03
7. «My Daily Wish» (Роберт Локвуд-молодший) — 4:30
8. «Great Northern Stomp» (Отіс Спенн) — 4:19
9. «I Got Rambling on My Mind #2» (Роберт Локвуд-молодший) — 4:06
10. «Worried Life Blues» (Отіс Спенн) — 4:20

## Учасники запису
- Отіс Спенн — фортепіано, вокал (1, 3, 5, 6, 7, 10)
- Роберт Локвуд-молодший — гітара, вокал (2, 4, 8, 9)

Технічний персонал
- Нет Гентофф — продюсер, текст до обкладинки
- Джордж Пірос — інженер
- Френк Гона — дизайн і фотографія обкладинки